# 民俗資料緊急調査
民俗資料緊急調査（みんぞくしりょうきんきゅうちょうさ）とは、狭義には1962年（昭和37年）から1964年（昭和39年）にかけて文化財保護委員会（いまの文化庁文化財部）によっておこなわれた民俗資料（伝承資料）に関する緊急調査。各都道府県ごとに30か所の調査地が選ばれ、3か年をかけ、民俗項目20項目について全国規模で予備的な調査がなされた。
また、集落の解体や移転にともない、それに先だっておこなわれる民俗資料調査をも指している。これは、考古資料における緊急発掘調査に相当する。

## 概要
民俗資料（民俗文化財）は、1950年（昭和25年）制定の文化財保護法第2条において、
と規定されている 。
1962年から1964年にかけておこなわれた「民俗資料緊急調査」では、『民俗資料緊急調査手引』が作成され、これにもとづいて調査が進められた。調査では、
| No. | 調査項目   |  | No. | 調査項目                                       |  | No. | 調査項目     |  | No. | 調査項目         |
| --- | ---------- |  | --- | ---------------------------------------------- |  | --- | ------------ |  | --- | ---------------- |
| 1   | 総観       |  | 6   | 毎日の食事                                     |  | 11  | 組・講の用具 |  | 16  | 年中行事         |
| 2   | 生産暦     |  | 7   | 赤餅・餅・だんごはどのようなときに作ったのか。 |  | 12  | 運搬         |  | 17  | 祭・道祖神       |
| 3   | 仕事と用具 |  | 8   | 住居                                           |  | 13  | 交易         |  | 18  | 山車・舞台など   |
| 4   | 仕事着     |  | 9   | かまど・いろりはどこに設けたか。               |  | 14  | 一生の儀礼   |  | 19  | その他重要なもの |
| 5   | 染・織     |  | 10  | 社会生活                                       |  | 15  | 別火・墓制   |  | 20  | コレクション     |

の計20項目について、それぞれ調査票を用意し、できるだけ正確な伝承者（なるべく土着の老人）を選んで調査することが推奨され、調査員所見に、(A)緊急に収集または記録保存を要するもの、(B)なるべく早い機会に収集または記録保存を要するもの、(C)特に保護を要しないものに区分して、その判断を記入させた。その成果は各都道府県より刊行され、また、全体としては文化庁によって編纂され、『日本民俗地図』全4冊（のち、年中行事I、年中行事II、信仰・社会生活、交易・運搬、出産・育児、婚姻、葬制・墓制、衣生活、食生活、住生活の10冊に分冊された）として刊行された。
民俗資料緊急調査は、1965年（昭和40年）以降は文化財保護委員会（→文化庁文化財保護部→文化庁文化財部）が各都道府県の教育委員会に企画・実施させ、調査に際しては国庫より補助金を支出することとした
。
緊急調査の必要なケースとしては、ダムによる集落の水没、干拓、振興山村指定、都市開発、過疎対策などがある。民俗資料には、生活様式の変化や生産技術の急速な発展などによって、場合によっては不要なものとされて伝承されなくなったり、改変させられたりするものが少なくない。また、ダムの造成などの開発行為によって、集落が解体されたり、地域住民が丸ごと立ち退きを余儀なくされる場合にも、民俗調査や民具の収集が緊急におこなわれなければならない。民具の調査に際しては、数名が1チームとしておこなうことが重要で、民具の出し入れ、計測、記録、写真撮影、話者からの聞き取りなど、調査員各人がその能力等に応じて役割を分担し、チームとして成果をあげることが望まれる。長く民俗資料として収集・保存されるものについては、1点ごとに名称、採集、製作、用途、分布、由来、由来については、使用時期や変遷、それにかかわる禁忌・俗信などを詳細に記した収集記録が付されなければならない。これが単なる古道具・骨董ではない、科学的調査にもとづく資料収集・資料保存といえる。
なお、2004年（平成16年）には、文化財保護法が改正され、生活や生産のための用具・用品などの製作技術、すなわち民俗技術もまた文化財として保護されることとなった。